# 게이브 빈센트

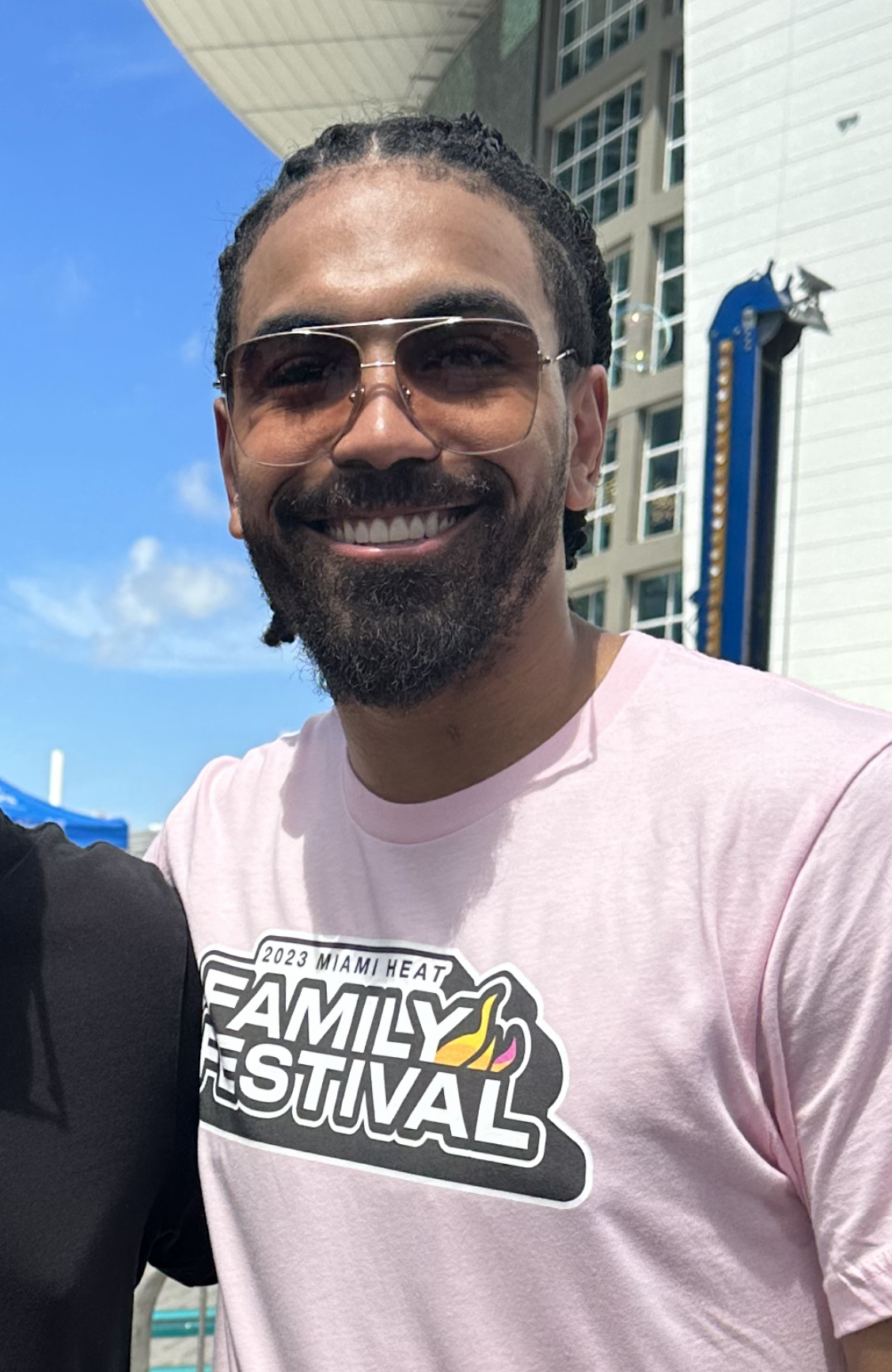
2023년 모습

게이브 빈센트(Gabe Vincent, 본명: 가브리엘 은남디 빈센트, Gabriel Nnamdi Vincent, 1996년 6월 14일 ~ )는 전미 농구 협회(NBA) 로스앤젤레스 레이커스와 나이지리아 농구 국가대표팀의 나이지리아계 미국인 프로 농구 선수이다. UC 산타바바라 가우초스에서 대학 농구를 했다. 대학을 졸업하고 드래프트되지 않은 빈센트는 NBA G 리그의 스톡턴 킹스와 계약을 맺고 양방향 계약으로 마이애미 히트에 합류했다. 마이애미에서 레이커스와 계약하기 전 2020년과 2023년 NBA 파이널에 진출했다.

## 어린 시절
빈센트는 캘리포니아 주 모데스토에서 프랭클린과 신시아 빈센트 사이에서 태어났다. 아버지는 나이지리아인이고 어머니는 코네티컷 출신의 미국인이다. 둘 다 심리학 박사학위를 취득했다. 세 형제 중 막내인 빈센트는 스톡턴에 있는 세인트 메리 고등학교에 다녔다.

## 대학 경력
빈센트는 2014년부터 2018년까지 캘리포니아 대학교 샌타바버라 캠퍼스에서 대학 농구를 했으며 팀의 113경기에서 평균 12.8득점을 기록했다. 시니어 시즌 이후 그는 2018 올 빅 웨스트 세컨드 팀(All-Big West Second Team)에 지명되었다.